# Коммунистическая улица (Кронштадт)
Коммунисти́ческая улица — улица в Кронштадтском районе Санкт-Петербурга. Пролегает в историческом центре Кронштадта, от Макаровской улицы до Якорной площади, заканчивается у Советского моста через Обводный канал. 

## История
Первоначальное название Княжеская улица известно с 1740 г. Связано с тем, что на месте современного дома 1 находился особняк А. Д. Меншикова. Нынешнее название улицы присвоено 2 ноября 1918 г. по политическим мотивам.
На доме 1 установлена мемориальная доска адмиралу С. О. Макарову.

## Достопримечательности
- Дом 5 в стиле конструктивизма, 1937 г.

## Пересечения
- Манежный переулок
- Петровская улица
- Макаровская улица